# Sztab Wojskowy Unii Europejskiej

Insygnia EUMS

Sztab Wojskowy Unii Europejskiej (EUMS, ang. European Union Military Staff) – organ Unii Europejskiej powołany 22 stycznia 2001 roku przez Radę UE, działający w ramach Europejskiej Polityki Bezpieczeństwa i Obrony. Jest dyrekcją generalną w strukturach Europejskiej Służby Działań Zewnętrznych. W jego skład wchodzą eksperci z dziedziny wojskowości delegowani przez państwa członkowskie. Przewodniczącym może zostać wybrany generał przynajmniej trzygwiazdkowy. Od 2020 przewodniczącym jest francuski admirał Hervé Bléjean. 
Do zadań EUMS należy:
- ocena sytuacji międzynarodowej pod kątem bezpieczeństwa i obrony;
- wczesne ostrzeganie o kryzysach;
- planowanie strategiczne misji petersberskich;
- wykonywanie decyzji podejmowanych przez EUMC.